# 프나틱
프나틱(영어: Fnatic)은 영국의 종합 프로게임단으로 2004년 7월 23일에 설립되었다. e스포츠 역사상 카운터 스트라이크 부문에서 독보적으로 누적 상금이 제일 높으며 유명도 역시 카운터 스트라이크 강팀으로 잘 알려져 있으며 G7 팀 창단 구성원 중 하나이기도 하다. 또한 2021년 현재 카운터 스트라이크 외에도 리그 오브 레전드, 레인보우 식스 시즈 등 11개 종목의 프로게임단을 운영하고 있다. [[

## 연혁

### 카운터-스트라이크 글로벌 오펜시브

#### 1군
- 2004년 7월 23일 : Fnatic 창단 (CS)
- 2007년 2월 18일 : Temp.css 팀과 통합 및 종목 변경 (CS:S)
- 2010년 1월 18일 : 해체
- 2012년 11월 19일 : Fnatic 재창단 및 종목 변경 (CS:GO)

#### 육성군
- 2016년 8월 23일 : Fnatic Academy 창단 (CS:GO)
- 2018년 10월 1일 : 해체
- 2021년 7월 19일 : Fnatic Rising 창단 (CS:GO)

### 리그 오브 레전드

#### 1군
- 2011년 3월 14일 : Fnatic 창단 (LoL)

#### 육성군
- 2013년 3월 15일 : Fnatic Academy 창단
- 2019년 2월 11일 : Fnatic Rising으로 팀명 변경
- 2021년 12월 29일 : Team Queso 팀과 통합 및 Fnatic TQ로 팀명 변경

### 도타 2
- 2011년 11월 7일 : Fnatic 창단 (도타 2)

### 레인보우 식스 시즈
- 2018년 4월 12일 : Fnatic 창단 (R6)

### 포트나이트
- 2018년 4월 20일 : Fnatic 창단 (포트나이트)

### 발로란트
- 2021년 2월 3일 : Fnatic 창단 (발로란트)

## 주요 성적

### 카운터-스트라이크 글로벌 오펜시브

#### 1군
- DreamHack Winter 2013 우승[4]
- ESL One Katowice 2015 우승[5]
- ESL ESEA Pro League Season 1 우승[6]
- ESL One: Cologne 2015 우승[7]
- FACEIT 2015 Stage 3 우승[8]
- ESL ESEA Pro League Season 2 우승[9]
- Intel Extreme Masters X World Championship 우승[10]
- Intel Extreme Masters XII World Championship 우승[11]
- 2017 World Electronic Sports Games 우승[12]
- DreamHack Masters Malmo 2019 우승[13]

### 리그 오브 레전드

#### 1군
- 리그 오브 레전드 시즌 1 챔피언십 우승
- 리그 오브 레전드 챔피언십 시리즈 2013 스프링 유럽 우승
- 리그 오브 레전드 챔피언십 시리즈 2013 서머 유럽 우승
- 리그 오브 레전드 월드 챔피언십 시즌 3 공동 3위
- 리그 오브 레전드 챔피언십 시리즈 2014 스프링 유럽 우승
- 리그 오브 레전드 챔피언십 시리즈 2014 서머 유럽 준우승
- 리그 오브 레전드 월드 챔피언십 2014 공동 11위
- 리그 오브 레전드 챔피언십 시리즈 2015 스프링 유럽 우승[14]
- 미드 시즌 인비테이셔널 2015 3위
- 리그 오브 레전드 챔피언십 시리즈 2015 서머 유럽 우승[15]
- 리그 오브 레전드 월드 챔피언십 2015 3위
- 리그 오브 레전드 챔피언십 시리즈 2016 스프링 유럽 3위[16]
- 리그 오브 레전드 챔피언십 시리즈 2016 서머 유럽 6위[17]
- 리그 오브 레전드 챔피언십 시리즈 2017 스프링 유럽 3위
- 리그 오브 레전드 챔피언십 시리즈 2017 서머 유럽 3위
- 리그 오브 레전드 월드 챔피언십 2017 8위
- 리그 오브 레전드 챔피언십 시리즈 2018 스프링 유럽 우승[18]
- 미드 시즌 인비테이셔널 2018 4위
- 리그 오브 레전드 챔피언십 시리즈 2018 서머 유럽 우승[19]
- 리그 오브 레전드 월드 챔피언십 2018 준우승
- 리그 오브 레전드 유러피언 챔피언십 2019 스프링 3위[20]
- 리그 오브 레전드 유러피언 챔피언십 2019 서머 준우승[21]
- 리그 오브 레전드 월드 챔피언십 2019 공동 7위
- 리그 오브 레전드 유러피언 챔피언십 2020 스프링 준우승[22]
- 리그 오브 레전드 유러피언 챔피언십 2020 서머 준우승[23]
- 리그 오브 레전드 월드 챔피언십 2020 5위
- 리그 오브 레전드 유러피언 챔피언십 2021 스프링 5위
- 리그 오브 레전드 유러피언 챔피언십 2021 서머 준우승
- 리그 오브 레전드 월드 챔피언십 2021 15위

### 도타 2
- The Shanghai Major 2016 5-6위[24]
- The Manila Major 2016 5-6위[25]
- The Int'l 2016 4위[26]
- ESL One Katowice 2018 4위[27]
- DreamLeague Season 9 준우승[28]
- DreamLeague Season 11 3위[29]
- The Int'l 2019 13-16위[30]
- DOTA SUMMIT 12 우승[31]
- World E-sports Legendary League 우승[32]
- The Int'l 2021 9-12위[33]

### 레인보우 식스 시즈
- R6 Pro League Season 7 5-8위[34]
- R6 Major Paris 2018 9-12위[35]
- R6 Masters 2018 우승[36]
- R6 Pro League Season 8 3-4위[37]
- Six Invitaitonal 2019 5-8위[38]
- R6 Pro League Season 9 3-4위[39]
- R6 Masters 2019 우승[40]
- R6 Pro League Season 10 - APAC 5-8위[41]
- Six Invitational 2020 5-6위[42]
- R6 Pro League Season 11 - AUS/NEW 우승[43]

### 발로란트
- 2021 발로란트 챌린저스 유럽 스테이지 2 챌린저스 2 우승
- 2021 발로란트 챌린저스 EMEA 스테이지 2 준우승
- 2021 발로란트 챔피언스 투어 마스터스 스테이지 2 준우승
- 2021 발로란트 챌린저스 유럽 스테이지 3 챌린저스 1 5-6위
- 2021 발로란트 챌린저스 유럽 스테이지 3 챌린저스 2 3위
- LVP 라이징 시리즈 시즌 3 3-4위
- 레드불 홈그라운드 시즌 2 5-8위
- 발로란트 챔피언스 2021 5-8위
- 2023 발로란트 vct lock/in 우승
- 2023 발로란트 도쿄 마스터즈 우승

## 소속 선수

### 카운터-스트라이크: 글로벌 오펜시브

#### 1군
- 감독 : 안드레아스 사무엘손
- 코치 : 제이미 홀

| 이름              | 아이디  | 비고 |
| ----------------- | ------- | ---- |
| 프레디 요한슨     | KRIMZ   |      |
| 알렉스 맥미킨     | ALEX    |      |
| 윌리엄 메리먼     | mezii   |      |
| 발렌타인 바실리브 | poizon  |      |
| 페페 보락         | Peppzor |      |

#### 육성군
- 코치 : 벤야민 스타벨

| 이름                | 아이디 | 비고 |
| ------------------- | ------ | ---- |
| 케빈 볼린           | Kevve  |      |
| 프란시스쿠 프라고주 | kst    |      |
| 마티마스 키비스토   | Banjo  |      |
| 울리안 하르자우     | regali |      |

### 리그 오브 레전드

#### 1군
- 감독 : 야콥 멥디
- 코치 : 케빈 톨만, 파비안 오타와

| 이름                | 소환사명  | 포지션  | 비고 |
| ------------------- | --------- | ------- | ---- |
| 마르틴 한센         | Wunder    | 탑      |      |
| 이반 마르틴 디아스  | Razork    | 정글    |      |
| 야신 딘체르         | Nisqy     | 미드    |      |
| 엘리아스 립         | Upset     | AD 캐리 |      |
| 지드라베츠 갈라보프 | Hylissang | 서포터  |      |

#### 육성군
- 감독 : 곤살로 브란다우

| 이름                | 소환사명  | 포지션  | 비고 |
| ------------------- | --------- | ------- | ---- |
| 오르카르 히메네즈   | Oscarinin | 탑      |      |
| 호세 페레즈         | Suren     | 탑      |      |
| 매그너스 크리스텐센 | Maxi      | 정글    |      |
| 메흐디 라로우       | Boukada   | 정글    |      |
| 주앙 비가스         | Baca      | 미드    |      |
| 루이스 슈미츠       | BEAN      | AD 캐리 |      |
| 루벤 바르보사       | rhuchz    | 서포터  |      |

### 도타 2
| 이름            | 아이디  | 비고 |
| --------------- | ------- | ---- |
| 마르크 파우스토 | Raven   |      |
| 아르멜 타비오스 | Armel   |      |
| 아누차 지라온   | Jabz    | 주장 |
| 드라델 맘푸스티 | DJ      |      |
| 자누엘 아르칠라 | Jaunuel |      |

### 레인보우 식스 시즈
| 이름            | 아이디  | 비고 |
| --------------- | ------- | ---- |
| 에티엔 루소     | Mag     | 주장 |
| 야마네 카즈키   | Lily    |      |
| 타카모토 나오키 | Yura    |      |
| 하마시타 류우야 | Chibisu |      |
| 아사노 츠캇     | Merieux |      |
| 오사와 히카루   | Li9ht   |      |

### 포트나이트
| 이름            | 아이디 | 비고 |
| --------------- | ------ | ---- |
| 크리스 윌리엄스 | crr    |      |

### 발로란트
- 감독 : 제이콥 하리스

| 이름                | 아이디  | 비고 |
| ------------------- | ------- | ---- |
| 제이크 하울렛       | Boaster | 주장 |
| 제임스 오르필라     | Mistic  |      |
| 니키타 시르미테브   | Derke   |      |
| 마틴 펜코브         | Magnum  |      |
| 안드레이 고르차코브 | BraveAF |      |
| 톰 하트             | otom    |      |

## 주요 출신 선수
- 장재호 "Moon" (스타크래프트 II) 2012